# Burkholderia pseudomallei
Espèce
Synonymes
- Malleomyces pseudomallei (Whitmore 1913) Breed 1948[1]
- Pseudomonas pseudomallei (Whitmore 1913) Haynes 1957 (Approved Lists 1980)[1]
- Bacillus pseudomallei Whitmore 1913[1]

Burkholderia pseudomallei, appelée aussi Bacille de Whitmore, est une espèce de bactéries Gram négatif du genre Burkholderia, responsable, chez l'être humain, de la mélioïdose.

## Génétique
La bactérie comprend deux chromosomes, l'un de 4.07 mégabases et l'autre de 3.17 mégabases. 14 % de ses gènes sont variables d'une souche à l'autre. Le taux de mutation est rapide et important, à tel point que plusieurs génotypes peuvent être retrouvés lors d'une seule infection sur la même personne.

## Systématique
L'espèce a été initialement classée dans le genre Bacillus sous le basionyme Bacillus pseudomallei, par le pathologiste britannique Alfred Whitmore (en), en 1913. Elle est déplacée dans le genre Burkholderia par les microbiologistes japonais Eiko Yabuuchi, Yoshimasa Kosako, Hiroshi Oyaizu et Ikuya Yano, en 1992.